# Thomas Mayrpeter
Thomas Mayrpeter (* 5. Mai 1992 in Steyr, Oberösterreich) ist ein ehemaliger österreichischer Freestyle-Skier und alpiner Skirennläufer. Er war auf die Disziplinen Abfahrt und Super-G spezialisiert, später ging er in der Disziplin Skicross an den Start.

## Biografie

### Ski Alpin
Mayrpeter besuchte die Volksschule Wehrgraben in Steyr, wo sein sportliches Talent entdeckt wurde. Mit 6 Jahren kam er zum SK Steyr. Anschließend besuchte er von 2002 bis 2006 die Ski-Hauptschule in Windischgarsten. 2004 erfolgte die Aufnahme in den Schüler-Kader des Landesskiverbandes Oberösterreich. Danach führte sein Weg weiter nach Bad Hofgastein an die Ski-Hotelfachschule, wo er sich zum Hotelkaufmann ausbilden ließ. 2009 wurde er in den Kader des ÖSV-Nachwuchses aufgenommen.
Ab Dezember 2007 nahm Mayrpeter im Alter von 15 Jahren an FIS-Rennen teil, wobei er damals noch in allen Disziplinen an den Start ging. 2009 war er Teilnehmer des European Youth Olympic Festival in Szczyrk, wo er den fünften Platz im Slalom erzielte. Nachdem er auf die Saison 2010/11 hin in das Europacup-Team des ÖSV aufgenommen worden war, folgten im Januar 2011 die ersten Einsätze in dieser Rennserie. Mayrpeter begann sich auf die schnellen Disziplinen zu spezialisieren. Ein Jahr später gelang ihm der erste Sieg in einem FIS-Rennen. Ebenfalls im Januar 2012 fuhr er bei Europacup-Rennen erstmals in die Punkteränge. Bei den Junioren-Weltmeisterschaften 2013 in Québec gewann er die Goldmedaille im Super-G und die Silbermedaille in der Abfahrt.
Während der Saison 2013/14 erzielte Mayrpeter eine Podestplatzierung im Europacup. Im Winter 2014/15 gelangen ihm vier weitere Podestplätze. Als Zweitplatzierter der Super-G-Wertung und Drittplatzierter der Abfahrtswertung sicherte er sich in diesen Disziplinen einen Fixstartplatz für die kommende Weltcup-Saison.
Die Weltcup-Karriere von Thomas Mayrpeter begann mit einem schweren Rückschlag. Nach Platz 41 bei seinem Debüt am 28. November 2015 in der Abfahrt von Lake Louise, kam er am darauf folgenden Tag im Super-G schwer zu Sturz. Mayrpeter zog sich dabei einen Kreuzbandriss und eine Meniskusverletzung zu und musste operiert werden. Danach bestritt er keine Weltcup-Rennen mehr und konnte auch im Europacup nicht mehr an frühere Erfolge anknüpfen.

### Skicross
Ab der Saison 2018/19 startete Mayrpeter in der Freestyle-Disziplin Skicross. Nach guten Ergebnissen im Europacup gab er am 6. Dezember 2019 in Val Thorens sein Weltcup-Debüt. Nach Rang 23 im ersten Rennen verbesserte er sich am darauf folgenden Tag auf Platz sieben, was sein bestes Ergebnis blieb. Er fuhr zwar regelmäßig in die Punkteränge, mehr als ein zehnter Platz am 25. Januar 2020 in Idre schaute jedoch nicht heraus. Schließlich gab er im August 2021 den Rücktritt vom Spitzensport bekannt.

## Erfolge

### Europacup
- Saison 2014/15: 2. Gesamtwertung, 2. Super-G-Wertung, 3. Abfahrtswertung
- 5 Podestplätze

### Juniorenweltmeisterschaften
- Québec 2013: 1. Super-G, 2. Abfahrt

### Weitere Erfolge
- 2 Platzierungen unter den besten zehn im Skicross-Weltcup
- 2 österreichische Juniorenmeistertitel (Super-G 2011 und 2012)
- European Youth Olympic Festival 2009: 5. Slalom, 14. Riesenslalom
- 8 Siege in FIS-Rennen